# Емануеле Ђакерини
Емануеле Ђакерини (итал. Emanuele Giaccherini; Бибијена, 5. мај 1985) је италијански фудбалер. Игра на више позиција у везном реду. Изданак је фудбалске школе Чезене.

## Клупски трофеји
Јувентус
- Првенство Италије (2) : 2011/12, 2012/13
- Суперкуп Италије (1) : 2012